# Rio Albu
O Rio Albu é um rio da Romênia afluente do rio Pârgavu, localizado no distrito de Gorj.